# Bad Bleiberg
Bad Bleiberg (en slovène : Plajberk pri Beljaku) est une commune (Marktgemeinde) autrichienne et station thermale située dans le district de Villach-Land en Carinthie.

## Situation géographique
Bad Bleiberg un village de Carinthie, situé à côté de Villach, dans la vallée du ruisseau blanc, entre le Dobratsch et les Alpes de Gailtal. Les communes voisines sont : Paternion, Weißenstein, Villach, Arnoldstein, Nötsch im Gailtal, et Sankt Stefan im Gailtal.

## Divisions de la commune
La commune de Bad Bleiberg comprend cinq villages :
- Bad Bleiberg, 589 habitants
- Bleiberg-Nötsch, 1 055 habitants
- Bleiberg-Kreuth, 776 habitants
- Hüttendorf, 258 habitants
- Kadutschen, 75 habitants.

## Histoire

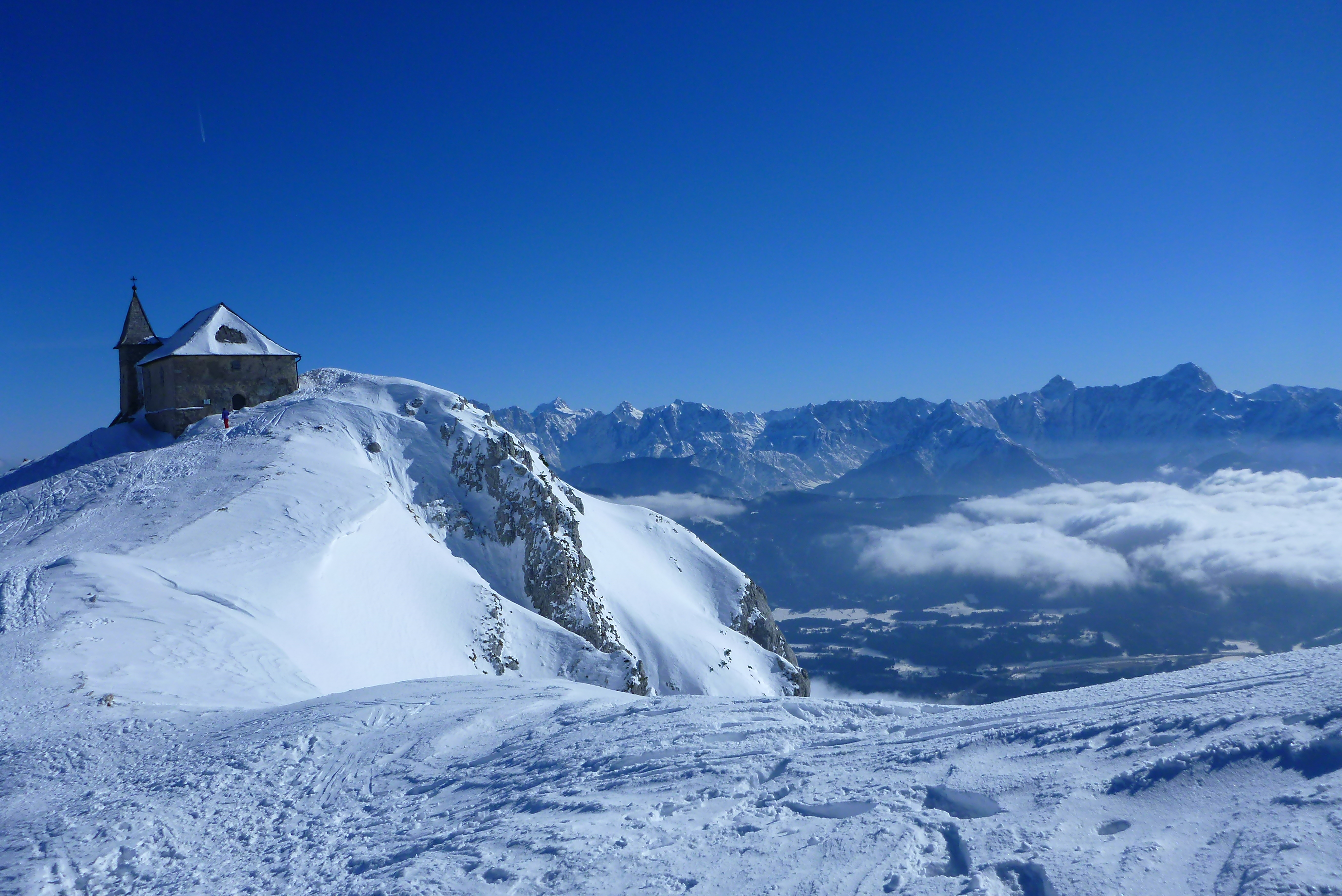
Chapelle sur le Dobratsch.

Pendant des siècles, les mines de plomb (Blei) et de zinc à Bleiberg ont façonné la vie du village. En 1007, le roi Henri II oncéda la région de Villach au sein du duché de Carinthie à l'évêché de Bamberg. Le lieu de Pleyberg est mentionné pour la première fois en 1333. 
Au XCIe siècle, la famille Fugger a obtienu des autorisations d'exploiter les gisements pour fondre le minerai à Arnoldstein. En 1556, la « procédure catinthienne » de la métallurgie est bien décrite par le savant saxon Georgius Agricola. Pendant la guerre vénéto-austro-ottomane, des mineurs de Bleiberg participent au siège de Belgrade de 1717 sous le commandement d'Eugène de Savoie. En 1759, finalement, l'ancien fief épiscopal fut acquis par l'impératrice Marie-Thérèse d'Autriche, régente de la monarchie de Habsbourg.
La source thermale de Bleiberg fut découverte par hasard dans les galeries des mines en 1051 et les bains ont été fondés en 1967. Après  plus de six cents ans, l'industrie minière s'arrêta définitivement en 1993.

## Jumelage
La commune de Bad Bleiberg est jumelée avec :
- Pradamano (Italie)

## Personnalités liées à la commune
- Oskar Potiorek (1853–1933), général.